# Leiotealia badia
Leiotealia badia is een zeeanemonensoort uit de familie Actiniidae. De anemoon komt uit het geslacht Leiotealia. Leiotealia badia werd in 1893 voor het eerst wetenschappelijk beschreven door McMurrich. 